# Ли Дэюй
Ли Дэюй (кит. 李德裕; 787 — 26 января 850) — китайский поэт, писатель, государственный деятель периода правления династии Тан. Служил чэнсяном (канцлером) при дворе императора У-Цзуна.

## Биография
Родился в 787 году, происходил из семьи чиновников. Был сыном Ли Цзифу, императорского канцлера, получил хорошее образование. Во времена правления императора Цзин-цзуна стал главой клана Ли и находился во вражде с кланом Ню. Во время его жизни последние во главе с Ню Сэнжу имели перевес, и Ли Дэюй был изгнан в отдалённую провинцию.
После того как на престол взошёл Вэнь-цзун, влияние семьи Ли при дворе было восстановлено. Ли Дэюй в 833 году стал одним из канцлеров империи и впоследствии принял участие в заговоре против евнухов; после неудачи заговора на некоторое время потерял должность. В это время пострадали также представители рода Ню. Однако уже в 840 году новый император У-цзун вновь назначил Ли Дэюя канцлером империи. Фактически за период правления этого императора Ли Дэюй взял в свои руки всю власть. По его инициативе была начата военная кампания против уйгуров. Впоследствии он также организовал успешные походы против мятежных военных наместников (цзедуши) на севере страны. Во внутренней политике Ли Дэюй много сделал для борьбы с коррупцией и уменьшил влияние евнухов. За эти успехи он получил титул Вэй-гуна. В 845 году император поручил ему проведение конфискации имущества и земель буддистских монастырей.
Некоторое время Ли Дэюй сохранял должность и при следующем императоре, Сюань-цзуне, но в 847 году был понижен в должности и назначен военным советником главы префектуры Чао (современный Чаочжоу, Гуандун). Осенью 848 года его сослали в префектуру Яи (современный Хайкоу, Хайнань), где он скончался 26 января 850 года.

## Литературная деятельность
Ли Дэюй был известен не только как политик, но и как писатель. Ему перу принадлежат три больших сборника прозы: первый — сборник рассказов, где описаны походы против уйгуров, битвы с ним (состоял из 20 свитков-цзюаней); второй — «Старинные рассказы Лю» в одном цзюане; третий — «Юго-западные записи» в тринадцати цзюанях.
Кроме того, Ли Дэюй был поэтом. Большую часть своих стихотворений написал во время пребывания на острове Хайнань. В сборник стихов вошло шестнадцать больших стихотворных произведений. Главная тематика его поэзии — описание окружающей природы, городов, путешествий по острову.